# バスケットボール東ドイツ代表
バスケットボール東ドイツ代表（East Germany national basketball team）は、ドイツバスケットボール連盟により国際大会で編成されていたバスケットボールのナショナルチームである。1990年のドイツ民主共和国消滅により現在は存在しない。
1990年のドイツ再統一の際に西ドイツが東ドイツを編入した経緯があるため、西ドイツ代表の記録が現ドイツ代表の記録に引き継がれている。東ドイツ代表は現在のドイツ代表および西ドイツ代表とは別のものとして扱うのが一般的である。
西ドイツ代表及びドイツ代表に関してはバスケットボールドイツ代表を参照。

## 歴史
欧州選手権には1957年から5大会連続出場。1963年には6位となった。

## 国際大会の成績
- 夏季オリンピック
  - 出場なし
- 世界選手権
  - 出場なし
- ユーロバスケット
  - 6位：1963年